# Herzog-Georg-Straße 86 (Lauingen)

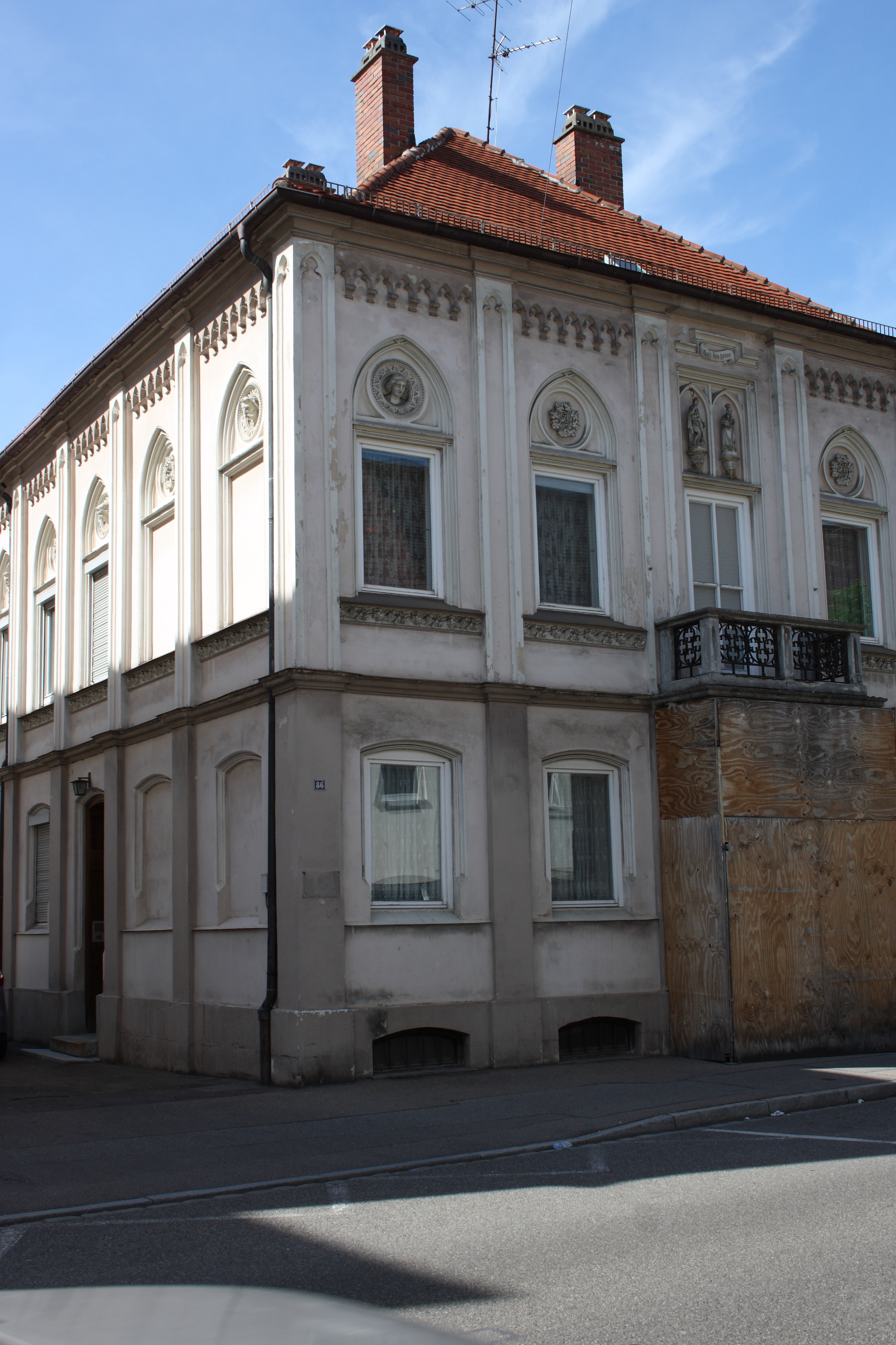
Straßenfront des Hauses Herzog-Georg-Straße 86 in Lauingen

Das Haus Herzog-Georg-Straße 86 in Lauingen, einer Stadt im schwäbischen Landkreis Dillingen an der Donau in Bayern, wurde um 1860 errichtet. Das Haus ist ein geschütztes Baudenkmal.

## Beschreibung
Das zweigeschossige Bürgerhaus mit neugotischer Fassadengestaltung wird von einem Walmdach bedeckt. Das Gebäude besitzt je fünf Achsen an den Trauf- und Giebelseiten. Der Mittelbalkon an der Straßenseite ist zurzeit (2012) wegen Einsturzgefahr mit Holzplatten gesichert. Über den Obergeschossfenstern sind Medaillons mit plastischen Köpfen und Blüten angebracht.

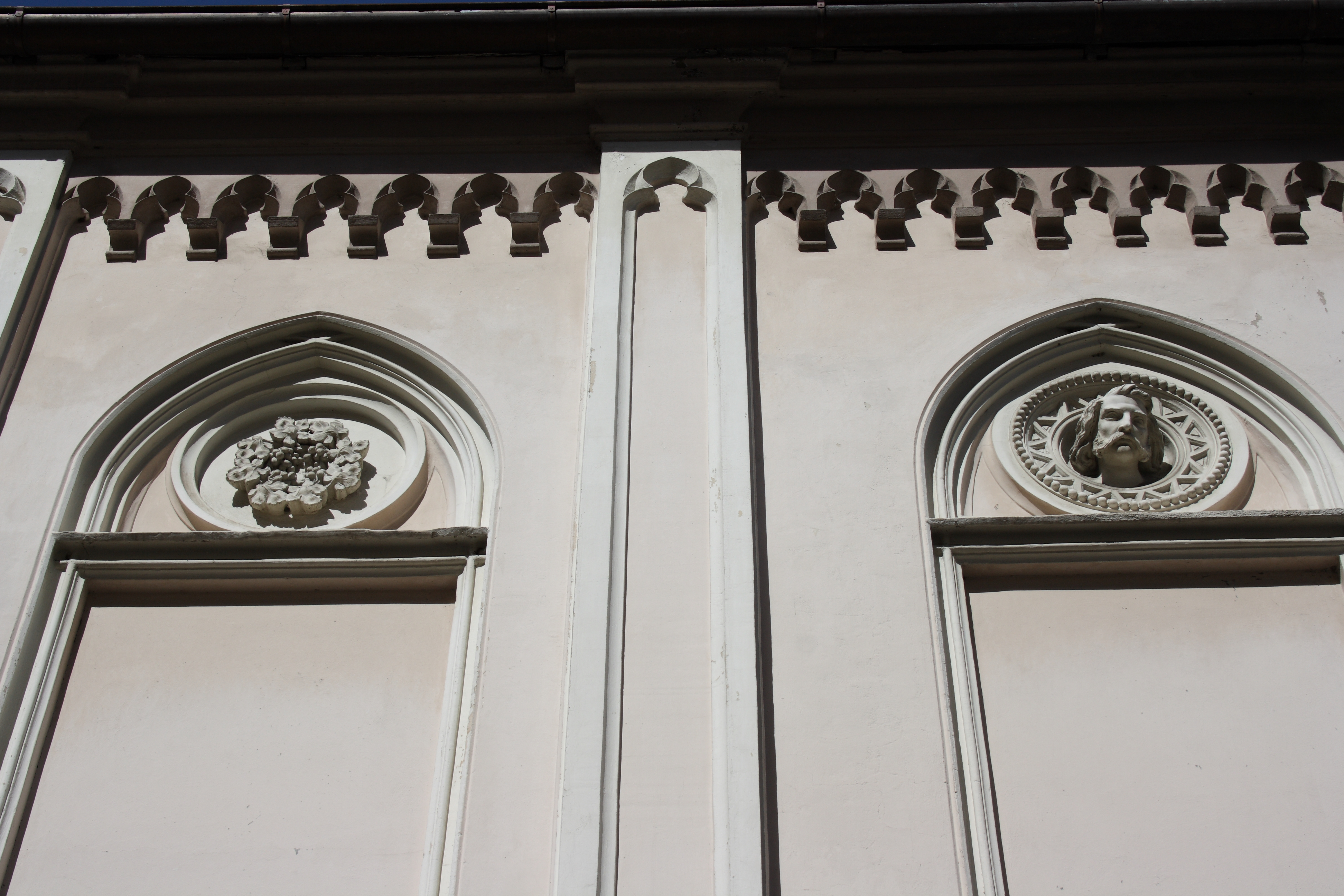
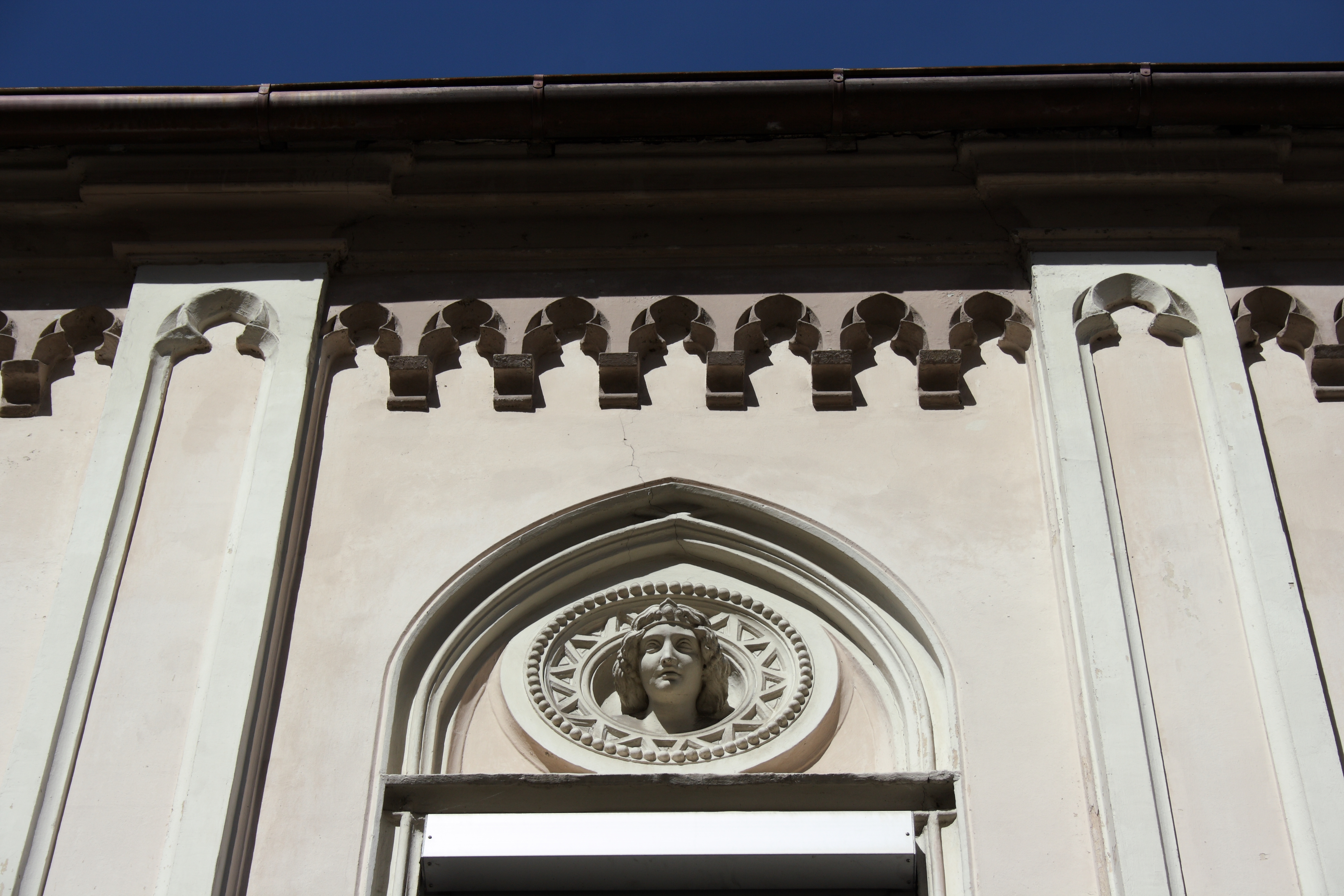
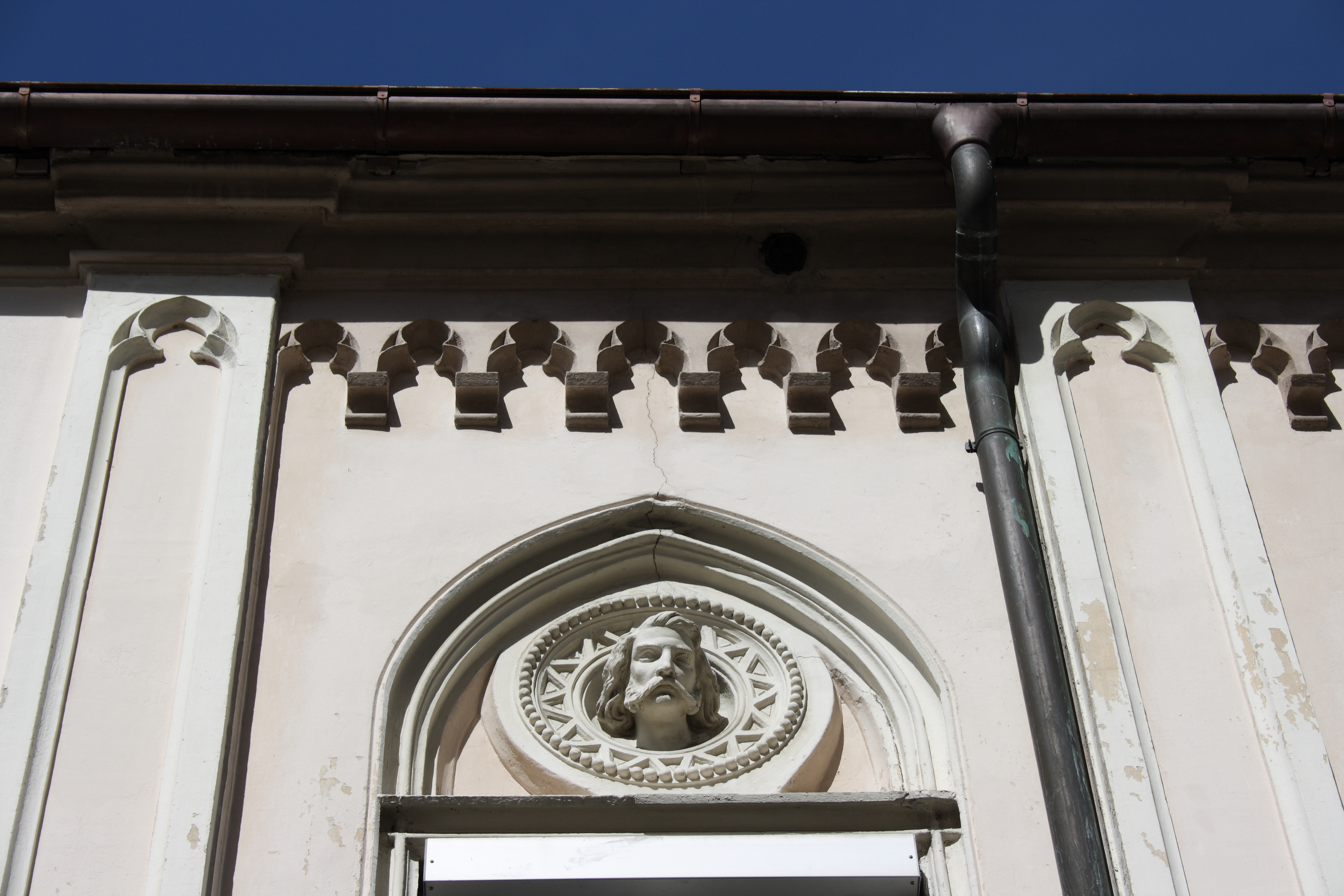